# Villanueva del Arzobispo
Villanueva del Arzobispo es una localidad y municipio español de la provincia de Jaén, enclavado en la comarca de Las Villas. El municipio también comprende la localidad de Gútar. Tiene una población de 7753 habitantes (INE 2024).

## Geografía
Integrado en la comarca de Las Villas, se sitúa a 96 kilómetros de Jaén. El término municipal está atravesado por la autovía A-32, por la carretera nacional N-322, entre los pK 182 y 198, y por carreteras locales que permiten la comunicación con Hornos y Sorihuela del Guadalimar.
El relieve del municipio por los montes situados entre los ríos Guadalimar y Guadalquivir. El río Guadalimar discurre por el noroeste, haciendo de límite con Sorihuela del Guadalimar y Castellar, mientras que el río Guadalquivir desciende por el sureste haciendo de límite con un exclave de Sorihuela del Guadalimar, Iznatoraf y Villacarrillo. Una parte del territorio está incluido en el Parque Natural de las Sierras de Cazorla, Segura y Las Villas, donde se encuentran las mayores altitudes, superiores a los 1700 metros, en plena Sierra de Cazorla. La altitud oscila entre los 1726 metros, al sureste, en la sierra de las Cuatro Villas (pico Caballo Torraso) y los 410 metros a orillas del río Guadalimar. El pueblo se alza a 688 metros sobre el nivel del mar. 
| Noroeste: Castellar          | Norte: Beas de Segura y Sorihuela del Guadalimar (exclave) | Nordeste: Hornos             |
| Oeste: Castellar e Iznatoraf |                                                            | Este: Santiago-Pontones      |
| Suroeste: Iznatoraf          | Sur: Iznatoraf y Villacarrillo                             | Sureste: Iznatoraf (exclave) |

## Historia
La villa nació como tal en 1396 gracias a la petición efectuada por Pedro Tenorio, arzobispo de Toledo, al rey Enrique III. Con anterioridad la localidad se llamaba Moraleja, pertenecía a Iznatoraf y desde principios del siglo XIII formaba parte del Adelantamiento de Cazorla. Anteriormente, los árabes de Iznatoraf (dentro de su territorio) la eligieron como zona de expansión de ocio, donde se organizaban carreras de caballos, y los artesanos instalaron sus talleres en Al-Buxaressa.
Existen indicios fundamentados en el antiguo nombre de la localidad, que antes de ser llamada La Moraleja fue denominada Al-Buxaressa por los árabes, de ahí proviene el nombre de La Moraleda.
A principios del siglo XIX durante la guerra contra el invasor francés, fue refugio de guerrilleros que acosaron continuamente el paso de las tropas napoleónicas. Como consecuencia de estas actividades se produjeron diversos daños en los conventos.
Felipe II le concedió la jurisdicción criminal en 1573. Ya en el siglo XX, recibió el título de ciudad de manos del rey Alfonso XIII en 1920.
El núcleo urbano de Villanueva del Arzobispo está situada junto al pico Albercones, al oeste, en un cruce de caminos. Presenta una trama mixta, con sectores de calles estrechas y manzanas irregulares (casco antiguo) y otros con manzanas más o menos alineadas y regulares que conforman el área de ensanche más moderna. Del casco antiguo, situado en la zona oeste del núcleo, parten varios viales que estructuran los crecimientos posteriores. Su desarrollo se ha centrado fundamentalmente hacia el noreste y sureste, siguiendo la línea marcada por la carretera nacional 322 y por las locales que abren el paso hacia el parque natural. Hacia el oeste la presencia del arroyo del Pozo ha supuesto un freno al crecimiento urbano.

## Geografía humana

### Demografía
Cuenta con una población de 7753 habitantes (INE 2024).
| Gráfica de evolución demográfica de Villanueva del Arzobispo entre 1842 y 2021                                        |
| |
| Población de derecho según los censos de población del INE. Población de hecho según los censos de población del INE. |

## Economía
En la agricultura domina el olivar. Actualmente, cuatro grandes almazaras trabajan en la obtención del aceite de las aceitunas.
La calidad de las aguas de la Sierra de Cazorla ha sido suficiente para la instalación de una industria embotelladora de aguas minerales.
Destacar la importancia de industrias tan relevantes como San Miguel Arcángel (orujera), planta de Biomasa La Loma (generación de energía a través de la quema de orujillo o restos del olivar).
Cooperativas aceiteras, con una producción anual de las más importantes del sector[cita requerida], tales como San Isidro, San Francisco, La Vera-Cruz y de segundo grado como Jaencoop, que reúne el envasado, comercialización y distribución de las tres anteriores y de otras tantas más de la provincia de Jaén.
El cultivo de cereal es ahora vestigial, pues se ha ido sustituyendo por olivar.

### Evolución de la deuda viva municipal
| Gráfica de evolución de Deuda viva del Ayuntamiento de Villanueva del Arzobispo entre 2008 y 2019                                |
| |
| Deuda viva del Ayuntamiento de Villanueva del Arzobispo en miles de Euros según datos del Ministerio de Hacienda y Ad. Públicas. |

## Símbolos
Escudo de armas: Partido: I cuartel: En campo de azur, la imagen de la Virgen de la Fuensanta, con todos sus atributos mariológicos, sosteniendo al Niño en sus brazos, todo al natural. II cuartel: En campo de plata, un león rampante, de gules. Contorno español y timbre de corona real cerrada. Escudo aprobado por Decreto de 12 de enero de 1999 (BOJA núm. 20, de 16 de febrero de 1999).

## Organización político-administrativa

### Elecciones municipales
| Elecciones municipales desde 1979                      |      |      |      |      |      |      |      |      |      |      |      |      |
|                                                        | 1979 | 1983 | 1987 | 1991 | 1995 | 1999 | 2003 | 2007 | 2011 | 2015 | 2019 | 2023 |
| AxV                                                    | -    | -    | -    | -    | -    | -    | -    | -    | 1    | 3    | 4    | 4    |
| AP/PP                                                  | -    | 3    | 5    | 5    | 4    | 4    | 2    | 2    | 2    | 2    | 2    | 3    |
| PSOE                                                   | 7    | 10   | 8    | 8    | 6    | 9    | 6    | 5    | 6    | 5    | 4    | 3    |
| IV                                                     | -    | -    | -    | -    | -    | -    | 5    | 6    | 4    | 3    | 3    | 2    |
| VOX                                                    | -    | -    | -    | -    | -    | -    | -    | -    | -    | -    | 0    | 1    |
| FADI                                                   | -    | -    | -    | -    | 3    | -    | -    | -    | -    | -    | -    | -    |
| PCE/IU                                                 | -    | -    | 0    | -    | 0    | -    | -    | -    | -    | -    | -    | -    |
| UCD                                                    | 5    | -    | -    | -    | -    | -    | -    | -    | -    | -    | -    | -    |
| IND                                                    | 1    | -    | -    | -    | -    | -    | -    | -    | -    | -    | 0    | -    |
| En negrilla el partido más votado                      |      |      |      |      |      |      |      |      |      |      |      |      |
| Fuente: Datos de las elecciones municipales desde 1979 |      |      |      |      |      |      |      |      |      |      |      |      |

### Alcaldía
| Periodo   | Nombre                                                                                         | Partido |
| --------- | ---------------------------------------------------------------------------------------------- | ------- |
| 1979-1983 | Francisco Cuadros Rubio                                                                        |         |
| 1983-1987 | Francisco Cuadros Rubio                                                                        |         |
| 1987-1991 | Francisco Cuadros Rubio                                                                        |         |
| 1991-1995 | Eloy García Carcelén                                                                           |         |
| 1995-1999 | Constantino Arce Diéguez                                                                       |         |
| 1999-2003 | Constantino Arce Diéguez                                                                       |         |
| 2003-2007 | Pedro Martínez González                                                                        | IV      |
| 2007-2011 | Pedro Martínez González                                                                        | IV      |
| 2011-2015 | Gabriel Fajardo Patón                                                                          |         |
| 2015-2019 | María Isabel Rescalvo Martínez 2016: Jorge Martínez Romero 2018: María Isabel Nogueras Sánchez | IV AxV  |
| 2019-2023 | Gabriel Fajardo Patón                                                                          |         |
| 2023-act. | Jorge Martínez Romero                                                                          | AxV     |

## Patrimonio
Destacan por su interés histórico-artístico varios edificios, parajes de gran importancia en fauna y flora o enclaves con un gran valor paisajístico: 
- Iglesia parroquial de San Andrés, edificada en el siglo XVI sobre las ruinas de un templo mudéjar.
- Santuario de la Virgen de la Fuensanta que acoge a la patrona de Las Cuatro Villas (Iznatoraf, Villanueva del Arzobispo, Villacarrillo y Sorihuela del Guadalimar).
- Iglesia de la Vera Cruz, en ella encontramos un Cristo de Mariano Benlliure.
- Convento de Santa Ana, construcción barroca con claustro renacentista del siglo XVI.
- Plaza de toros, construcción neomudéjar de 1928.
- Casa de los Arcos, edificio señorial de principios del siglo XX su interior alberga un patio de estilo mudéjar.
- Ermitas del Calvario, fundada por San Juan de la Cruz en 1576.
- Iglesia Evangélica Eben-Ezer, fundada por misioneros ingleses a principios del siglo XX.

## Patrimonio inmaterial
- Semana Santa: Villanueva cuenta con una Semana Santa de interés. Durante estos días procesionan por las calles ocho hermandades (La Borriquilla, El Rescate, El Prendimiento, El Nazareno, La Expiración, El Santo Entierro, La Soledad y El Resucitado. El momento álgido de la semana se celebra con los tradicionales pasos del Viernes Santo.
- Las fiestas en honor de la Virgen de la Fuensanta, del 7 al 11 de septiembre. En los últimos años, las fiestas de septiembre vienen amenizadas por la prefería, con el consiguiente ambiente de las fiestas patronales y que de esta manera se prolongan, del día 1 al 11, siendo el día grande de la Romería al Santuario el 8 por la mañana, de dicho mes.
- La Festividad de San Miguel, 28 y 29 de septiembre, antiguamente denominadas Fiestas de Otoño.
- La Festividad de San Isidro Labrador, el 15 de mayo.
- Festividad de San Blas, con la tradición de ir a darse con el garrote de San Blas a la ermita del Parque, para pasar un invierno sano en resfriados... y romería del santo por el barrio del mismo nombre.
- En mayo son varias las fiestas de calles céntricas:
  - Fiestas en honor al Santísimo Cristo de la Verá Cruz, Patrón del municipio del 1 al 3 de mayo.
  - Fiestas del Camino Viejo, en honor a la Virgen de Fátima.
  - Fiestas del centro, en honor al Padre Eterno.
- A finales de agosto, en la Cañada de la Madera (en término municipal de Iznatoraf), se celebra la Romería de Jesús del Monte.

## Gastronomía
La gastronomía villanovense es muy variada pudiéndose destacar entre otros platos la pipirrana, las migas y las gachamigas o el ajo morcilla. Como postre existen las gachas que se elaboran principalmente en el día de todos los santos, el ajoharina, el gachurreno y el encebollado, especialmente en Semana Santa.[cita requerida]
Las tortas dormías, las sequillas, las blanquillas, junto a los borrachuelos y roscos de baño, son de típicos su gastronomía.[cita requerida]